# Don Rhymer
Don Rhymer, né le 23 février  1961 et mort le 28 novembre  2012,  est un scénariste et producteur de films américain.  Il a écrit les scénarios de films comme  Big Mamma, Hyper Noël, Cody Banks, agent secret 2 : Destination Londres , The Honeymooners, Voisin contre voisin, et un long métrage d'animation Les Rois de la glisse.

## Biographie
Rhymer a également connu une carrière de succès à la télévision, et a écrit et produit des sitcoms telles que The Hogan Family, Coach, Bagdad Café, Evening Shade, Hearts Afire, Caroline in the City, Chicago Sons et Fired Up et le show de télévision classique de Hanna-Barbera Inspecteur Poisson avec  John Ritter. Il a écrit aussi les films de télévision Banner Times, Past the Bleachers  et Under Wraps. Il fait la coécriture du film Rio de 2011, et le film Rio 2 est fait à sa mémoire comme on le voit à la fin du générique.